# Werner Horst Brück
Werner Horst Brück (n. 28 decembrie 1943) a fost un deputat român în legislatura 1996-2000, ales în județul Timiș pe listele partidului Forumul Democrat al Germanilor din România (FDGR/DFDR). A demisionat din funcție la data de 13 noiembrie 1997.